# Вашингтон Ортуньйо
Вашингтон Ортуньйо (ісп. Washington Ortuño, 13 травня 1928, Монтевідео — 15 вересня 1973, Ріо-де-Жанейро) — уругвайський футболіст, що грав на позиції півзахисника за клуб «Пеньяроль».
Чемпіон світу. Дворазовий чемпіон Уругваю.

## Клубна кар'єра
Народився 13 травня 1928 року в місті Монтевідео. Вихованець футбольної школи клубу «Пеньяроль». Дорослу футбольну кар'єру розпочав 1949 року в основній команді того ж клубу, кольори якої і захищав протягом усієї своєї кар'єри гравця, яка закінчилася після того, як Ортуньйо зламав ногу 8 грудня 1951 року. Спроба повернення не вдалася в 1954 році.

## Виступи за збірну
Був присутній в заявці збірної на чемпіонаті світу 1950 року у Бразилії, але на поле не виходив.
Помер 15 вересня 1973 року на 46-му році життя у місті Ріо-де-Жанейро.

## Титули і досягнення
- Чемпіон світу (1): 1950
- Чемпіон Уругваю (2):

«Пеньяроль»: 1949, 1951